# Ernest Pruvost
Pour les articles homonymes, voir Pruvost.
Ernest Pruvost, né le 18 août 1896 à Bichancourt et mort le 9 février 1965 dans la même commune, est un militaire, résistant et fonctionnaire français, Compagnon de la Libération. 

## Biographie

### Jeunesse et formation
Fils d'un mécanicien et d'une manouvrière, Ernest Pruvost naît le 18 août 1896 à Bichancourt, dans l'Aisne. Il effectue sa scolarité au sein de l'institution Saint-Charles de Chauny et obtient son brevet élémentaire en 1912.

### Première Guerre mondiale
Conscrit de la classe 1916, l'occupation allemande de son département dès 1914 empêche son recensement et sa mobilisation. Refusant de travailler pour l'occupant, il est envoyé dans un bataillon disciplinaire à Sedan mais s'en évade en 1917. Il réalise alors quelques actions de résistance comme en octobre 1918 où, à Hirson, il sabote les mines creusées depuis les positions allemandes et permet ainsi le passage des troupes françaises en toute sécurité. Ses actions armées sont reconnues le 20 janvier 1919 par une commision de réforme et lui valent l'obtention de la Croix de guerre 1914-1918. En mai suivant, il est affecté au 157e régiment d'infanterie qu'il ne rejoint cependant pas, celui-ci étant stationné en Serbie et en cours de démobilisation,. Il passe alors au 30e régiment d'infanterie avec lequel il séjourne au camp de La Valbonne puis à Annecy,. Il est finalement démobilisé le 3 septembre 1919.

### Entre-deux-guerres
Après avoir passé une licence de droit, il intègre l'administration des PTT à Chauny en 1920. L'année suivante, il est en affectation spéciale comme surnuméraire à la télégraphie militaire de la 2e région militaire. Libéré de cette affectation le 29 juillet 1927, il devient rédacteur des PTT à Laon puis rédacteur principal en 1930,. En 1934, il part pour Madagascar où il est détaché au ministère des colonies jusqu'en 1938.

### Seconde Guerre mondiale
Mobilisé au sein de la télégraphie militaire le 28 septembre 1939, il souhaite rejoindre une unité combattante et est finalement affecté au 67e régiment d'infanterie (67e RI) stationné au nord de Strasbourg. Tombé malade, il est évacué le 29 novembre vers l'hôpital Deutsch de la Meurthe à Paris. Il en sort le 28 janvier 1940 et bénéficie d'une permission de convalescence jusqu'au 14 février. De retour au 67e RI, il est démobilisé le 3 août 1940.
Sous-chef de bureau au ministère des PTT en octobre 1940, Ernest Pruvost n'accepte pas la défaite et s'emploie à inculquer un esprit de résistance à ses collègues. Éditant clandestinement des tracts et des brochures, il rassemble autour de lui des personnels désireux de poursuivre la lutte contre l'occupant allemand. L'année suivante, étant parvenu à établir un réseau d'envergure nationale, il fonde avec Simone Michel-Lévy et Maurice Horvais le réseau Action PTT qui fournit aux alliés des nombreux renseignements sur les positions et les mouvements ennemis,. La résistance s'unifiant, Ernest Pruvost prend contact avec le réseau CND-Castille du Colonel Rémy et l'Organisation civile et militaire d'Alfred Touny et leur fournit les moyens de télécommunications dont dispose l'administration des PTT. Rejoint par Edmond Debeaumarché, le réseau prend le nom d'"État-Major-PTT" (EM-PTT) en juillet 1943. Chargé de la mise en œuvre de l'acheminement du courrier clandestin et du plan de sabotage des lignes de télécommunication en vue du débarquement allié, il participe aussi à des opérations de parachutages et d'atterrissages à proximité de son village natal. Il contribue également à l'établissement d'une liste de collaborateurs identifiés au sein de l'administration des PTT et contribue à la réalisation de faux papiers.
Toujours officiellement rédacteur au sein du ministère des PTT, son action clandestine est cependant repérée par les Allemands. En novembre 1943, la Gestapo arrête plusieurs membres du réseau, dont Simone Michel-Lévy qui mourra plus tard au camp de concentration de Flossenbürg. Parvenu à s'échapper, Ernest Pruvost trouve refuge dans la Manche et, tout en conservant la tête du réseau EM-PTT, forme des groupes FFI. En prélude à l'arrivée des alliés, il organise un important parachutage d'armes et de matériels dans la nuit du 10 au 11 mai 1944. Lors du débarquement de Normandie, il réalise lui-même le sabotage de la ligne téléphonique reliant Saint-Lô à Avranches et Rennes et, à la tête de ses groupes FFI, il harcèle les troupes allemandes jusqu'à l'arrivée des Américains dans la région d'Avranches le 2 août 1944. Entretemps, il a été blessé le 14 juin lorsque son groupe s'est trouvé confronté à une compagnie de SS. 
En août 1944, il est affecté quelque temps à l'État-major allié en Angleterre puis revient en France où à partir du 20 octobre, il est affecté dans le corps spécial de la poste aux armées et promu colonel,. Il est parallèlement chef de cabinet du ministre des PTT jusqu'au 1er juillet 1945.

### Après-Guerre
À cette même date, il est muté à Berlin et affecté à la mission militaire des affaires allemandes en qualité de chef de la division communications. De retour en France en juillet 1949, il retourne travailer au ministère des PTT où il est promu administrateur de classe exceptionnelle. Il prend sa retraite en 1961 et s'installe dans son village natal de Bichancourt où il meurt le 9 février 1965 et où il est inhumé.

## Décorations
|  |  |  |  |  |  |  |  |  |
|  |  |  |  |  |  |  |  |  |
|  |  |  |  |  |  |  |  |  |

| Officier de la Légion d'Honneur Par décret du 30 septembre 1947 | Officier de la Légion d'Honneur Par décret du 30 septembre 1947 | Officier de la Légion d'Honneur Par décret du 30 septembre 1947 | Compagnon de la Libération Par décret du 12 septembre 1945 | Compagnon de la Libération Par décret du 12 septembre 1945 | Compagnon de la Libération Par décret du 12 septembre 1945 | Croix de guerre 1914-1918                 | Croix de guerre 1914-1918                 | Croix de guerre 1914-1918                 |
| Croix de guerre 1939-1945                                       | Croix de guerre 1939-1945                                       | Croix de guerre 1939-1945                                       | Médaille de la Résistance française Avec rosette           | Médaille de la Résistance française Avec rosette           | Médaille de la Résistance française Avec rosette           | Distinguished Service Order (Royaume-Uni) | Distinguished Service Order (Royaume-Uni) | Distinguished Service Order (Royaume-Uni) |
| Medal of Freedom (États-Unis)                                   |                                                                 |                                                                 |                                                            |                                                            |                                                            |                                           |                                           |                                           |

## Hommages
- Dans sa ville natale de Bichancourt, son nom figure sur une stèle érigé en hommage à la résistance locale[10].